# ボイテルスバッハ合意
ボイテルスバッハ合意またはボイテルスバッハ・コンセンサス（ドイツ語: Beutelsbacher Konsens、英語: Beutelsbach Consensus）は、1976年にドイツの著名な政治教育研究者らがバーデン＝ヴュルテンベルク州レムス＝ムル郡ボイテルスバッハで議論し発表した、政治教育（独: Politische Bildung）の基本原則である。
以下の3つからなる。
- 1.圧倒の禁止の原則。教員は、期待される見解をもって生徒を圧倒し、生徒自らの判断の獲得を妨げることがあってはならない。
- 2.論争性の原則。学問と政治の世界において論争がある事柄は、授業においても議論があるものとして扱う。
- 3.生徒志向の原則。生徒は、自らの利害関心に基づいて政治的状況を分析し、政治参加の方法と手段を追求できるようにならなければならない。